# 比奧托爾巴吉
比奧托爾巴吉是匈牙利的城鎮，位於該國北部，由佩斯州負責管轄，面積43.80平方公里，該地區自青銅時代已有人類居住，2011年人口12,567，其中約一半居民信奉天主教。